# Lista de países da América por PIB nominal
Esta é uma lista de todos os países da América por PIB nominal com base em 2017.
| Posição | País                     | PIB (em milhões de US$) |
| ------- | ------------------------ | ----------------------- |
| -       | Mundo                    | 85 804 391              |
| -       | América                  | 26 786 440              |
| 1       | Estados Unidos           | 19 390 000              |
| 2       | Brasil                   | 2 056 000               |
| 3       | Canadá                   | 1 653 042               |
| 4       | México                   | 1 150 887               |
| 5       | Argentina                | 637 430                 |
| 6       | Venezuela                | 381 600                 |
| 7       | Colômbia                 | 314 457                 |
| 8       | Chile                    | 277 075                 |
| 9       | Peru                     | 211 389                 |
| 10      | Equador                  | 104 295                 |
| 11      | Cuba                     | 96 851                  |
| 12      | República Dominicana     | 75 931                  |
| 13      | Guatemala                | 75 620                  |
| 14      | Panamá                   | 62 283                  |
| 15      | Costa Rica               | 57 285                  |
| 16      | Uruguai                  | 56 156                  |
| 17      | Paraguai                 | 39 667                  |
| 18      | Bolívia                  | 37 508                  |
| 19      | El Salvador              | 24 805                  |
| 20      | Honduras                 | 22 978                  |
| 21      | Trinidad e Tobago        | 22 079                  |
| 22      | Jamaica                  | 14 781                  |
| 23      | Nicarágua                | 13 814                  |
| 24      | Bahamas                  | 12 162                  |
| 25      | Haiti                    | 8 408                   |
| 26      | Barbados                 | 4 673                   |
| 27      | Guiana                   | 3 621                   |
| 28      | Suriname                 | 2 995                   |
| 29      | Belize                   | 1 862                   |
| 30      | Santa Lúcia              | 1 737                   |
| 31      | Antígua e Barbuda        | 1 510                   |
| 32      | Granada                  | 1 126                   |
| 33      | São Cristóvão e Neves    | 992                     |
| 34      | São Vicente e Granadinas | 785                     |
| 35      | Dominica                 | 496                     |